# Antonio Zafra
Antonio Jesús Zafra Infante (Málaga, 6 de junio de 1974) es un actor y director teatral malagueño. Sus trabajos abarcan tanto el cine como el teatro, televisión y radio. Cabe mencionar sus aportaciones como monologuista, marionetista y actor de doblaje.
Es conocido por sus participaciones en series de éxito como Arrayán o S.O.S. Estudiantes, al igual que en largometrajes como El camino de los ingleses o Cruda.

## Biografía
También hizo de payaso en el Palacio de Congresos de Torremolinos, con el nombre de "Golosete".

## Filmografía

### Cine
- 321 días en Michigan de Enrique García (2014)
- Cruda de Ignacio Nacho (2009)
- Prime Time de Luis Calvo (2008)
- La Corporación (Cortometraje) de Enrique García (2008)
- Cinco Lobos (Cortometraje) de Sergio Ucelay (2007)
- El camino de los ingleses de Antonio Banderas (2006)
- Chalao (Cortometraje) de Enrique García (2005)
- Café -solo, mitad, cortado- (Cortometraje) de Enrique García (2001)
- Ada se va (Cortometraje) de Enrique García (2001)
- Música en desacuerdo (Cortometraje) de Sergio Ucelay (2000)
- Caído del cielo (Cortometraje) de Luis Calvo (1999)
- Júpiter de Ignacio Nacho (1997)
- El traspaso o la invasión de los Barmans del mundo exterior (Cortometraje) de Quique Canalla (1996)

### Televisión
- Arrayán
- S.O.S. Estudiantes
- Cuéntame cómo pasó
- Escenas de matrimonio
- Plaza Alta
- Bronca en el Ocho
- Sinceros
- Otaku
- Éramos pocos